# Halmaheragråfågel
Halmaheragråfågel (Coracina parvula) är en fågel i familjen gråfåglar inom ordningen tättingar.

## Utbredning och systematik
Fågeln är endemisk för ön Halmahera i norra Moluckerna. Tidigare placerades den i släktet Edolisoma eller Celebesia, men genetiska studier visar att den är en del av Coracina.

## Status
Trots det begränsade utbredningsområdet och att den tros minska i antal anses beståndet vara livskraftigt av internationella naturvårdsunionen IUCN.